# Euophrys rosenhaueri
Euophrys rosenhaueri là một loài nhện trong họ Salticidae.
Loài này thuộc chi Euophrys. Euophrys rosenhaueri được Ludwig Carl Christian Koch miêu tả năm 1856.